# نصرالله شاه‌آبادی
نصرالله شاه‌آبادی (زادهٔ ۱۷ دی ۱۳۱۰ در قم – درگذشته ۲۱ اسفند ۱۳۹۶ در تهران) از مجتهدین شیعه، نماینده مردم استان تهران در پنجمین دوره مجلس خبرگان رهبری بود.

## سال‌های اولیه زندگی
وی فرزند محمدعلی شاه‌آبادی است. او در سال ۱۳۱۰ در تهران به دنیا آمد.

## تحصیلات
وی تحصیلات خود را در تهران آغاز کرد. بعد از فوت پدرش به قم آمد. وی در سال ۱۳۳۰ راهی نجف شد.

## استادان
- سید حسین بروجردی
- سید محمد حجت کوه کمری
- سید محمدتقی خوانساری
- سید ابوالقاسم خویی
- سید عبدالهادی شیرازی
- سید محمد روحانی
- شیخ حسین حلی
- سید روح‌الله خمینی

## بازگشت به تهران
شاه آبادی در سال ۱۳۴۹ به تهران بازگشت و به تدریس و اقامهٔ نماز در تهران پرداخت و پس از اعزام به قم به تدریس علوم دینی در حوزه علمیه می‌پردازد.

## سفر به پاکستان
وی در سال ۱۳۴۹، رهسپار پاکستان شد. وی با گذشت سه ماه و نیم از توقفش به علت ابتلاء به بیماری مالاریا، به تهران بازگشت. پس از پایان دوره درمان ممنوع‌الخروج شد.

## درگذشت
شاه آبادی در شامگاه ۲۷ بهمن ۱۳۹۶ بر اثر زخم دیابت، گرفتگی عروق پا و ایست تنفسی در بخش مراقبت‌های ویژه بیمارستان بقیةالله بستری شد.
وی روز دوشنبه ۲۱ اسفند ماه ۱۳۹۶ درگذشت.
پیکر وی روز چهارشنبه ۲۳ اسفند ۱۳۹۶ در قم تشییع و پس از اقامه نماز میت توسط سید موسی شبیری زنجانی در حرم فاطمه معصومه به خاک سپرده شد.

## واکنش‌ها به درگذشت
سیدعلی خامنه‌ای در ۲۲ اسفند ۱۳۹۶ با صدور پیامی درگذشت وی را تسلیت گفت. علی‌اکبر ولایتی، سید محمود هاشمی شاهرودی و سیدحسن خمینی نیز پیام‌هایی صادر کردند.